# Juan Carlos Cassinelli
Juan Carlos Cassinelli Cali (Guayaquil, 4 de agosto de 1963) es un abogado y político ecuatoriano, que ocupó el cargo de Primer Vicepresidente de la Asamblea Nacional hasta el 2013. Es miembro del partido gobernante Alianza PAIS.

## Biografía
Inició sus estudios primarios en el colegio San José La Salle de la ciudad de Guayaquil, donde conoció y fue compañero durante diez años de Rafael Correa. Es doctor en jurisprudencia por la Universidad Católica de Santiago de Guayaquil, donde fue presidente de la Asociación de Estudiantes de la Facultad de Jurisprudencia y de la Federación de Estudiantes de la universidad, en el mismo tiempo que Rafael Correa también era dirigente estudiantil, en la Facultad de Economía.
Desde enero de 2007, cuando el economista Rafael Correa asume la presidencia de la República del Ecuador, Cassinelli actuó como Jefe Político del Cantón Guayaquil. En 2009 acertó las elecciones como asambleísta por Alianza PAIS, asumiendo el cargo el 31 de julio, y luego el 11 de agosto de 2011, por 63 votos de 124 asambleístas, es elegido Primer Vicepresidente de la Asamblea Nacional.
A principios de mayo de 2016 dejó su cargo de asambleísta al ser nombrado ministro de Comercio Exterior por el expresidente Rafael Correa.